# Comarca de Gijón
La Comarca de Gijón (o Xixón) és una de les vuit comarques en què està dividit el Principat d'Astúries i comprèn els concejos de:
- Carreño
- Gijón
- Villaviciosa

Encara que l'Estatut d'Autonomia d'Astúries preveu la divisió del territori asturià en comarques, encara no estan desenvolupades oficialment.